# Tros del Pere
El Tros del Pere són uns camps de conreu del municipi de Castell de Mur, al Pallars Jussà, a l'antic terme de Mur, en terres de l'antic poble de Miravet.
Està situat al nord i a prop de Miravet. És al nord-est del Tros de la Collada. Juntament amb el Tros de la Collada, els camps de conreu del Pla del Roure i els Horts de Miravet constitueix una mostra dels conreus a quasi 1.000 metres d'altitud, que constituïen antigament la base econòmica de Miravet i de tota la comarca.